# Zapada quadribranchiata
Zapada quadribranchiata är en bäcksländeart som först beskrevs av Zhiltzova 1977.  Zapada quadribranchiata ingår i släktet Zapada och familjen kryssbäcksländor. Inga underarter finns listade i Catalogue of Life.